# Lyman U. Humphrey
Lyman Underwood Humphrey, född 25 juli 1844 i Stark County, Ohio, död 12 september 1915 i Independence, Kansas, var en amerikansk republikansk politiker. Han var Kansas guvernör 1889–1893.
Humphrey deltog i amerikanska inbördeskriget och avlade 1869 juristexamen vid University of Michigan. Därefter var han verksam som lärare, publicist och advokat i Kansas.
Humphrey var Kansas viceguvernör 1877–1881. År 1889 efterträdde han John Martin som guvernör och efterträddes 1893 av Lorenzo D. Lewelling.
Humphrey avled 1915 och gravsattes på Mount Hope Cemetery i Independence.